# Notomatachia hirsuta
Notomatachia hirsuta is een spinnensoort in de taxonomische indeling van de Desidae.
Het dier behoort tot het geslacht Notomatachia. De wetenschappelijke naam van de soort werd voor het eerst geldig gepubliceerd in 1962 door Brian J. Marples.